# Trần Lâm Biền
Phó giáo sư Trần Lâm Biền là một nhà nghiên cứu Di sản văn hóa , với các công trình nghiên cứu về văn hóa dân gian, tín ngưỡng tôn giáo Việt Nam.

## Tiểu sử
Trần Lâm Biền là người quê gốc Nam Định. Ông sinh năm 1938 trong một gia đình trí thức Hà Nội xưa. Cha của ông là Bác sĩ Trần Lâm Bảo (1905-1985), là một trong 10 vị bác sĩ đầu tiên của Việt Nam ngày trước. Gia đình ông có 12 anh chị em, hầu hết đều là trí thức.
Xứ Nam - Thành Nam có một truyền thuyết cho rằng: Đại gia đình Trần - Lâm vốn là họ Lâm. Vì một ai đó "khó nuôi" nên phải bán khoán cho "Đức Thánh Trần". Có lẽ họ kép Trần Lâm này đã nảy sinh từ chuyện "bán khoán" đó. 

## Các công trình nghiên cứu
1. Phật giáo và văn hóa dân tộc, Trần Lâm Biền, Hà Nội, 1990
2. Hình tượng con người trong nghệ thuật tạo hình Việt, Nhà xuất bản Mỹ thuật, 1993
3. Chùa Việt, Nhà xuất bản Văn hóa - Thông tin, 1996
4. Trang trí trong mỹ thuật truyền thống của người Việt, Nhà xuất bản Văn hóa Dân tộc - Tạp chí Văn hóa Nghệ thuật, 2001.
5. Một con đường tiếp cận lịch sử, Nhà xuất bản Văn hóa dân tộc, 2003
6. Đồ thờ trong di tích của người Việt, Nhà xuất bản Văn hóa - Thông tin, 2003
7. Thế giới biểu tượng trong di sản văn hóa Thăng Long - Hà Nội Lưu trữ ngày 3 tháng 6 năm 2016 tại Wayback Machine, viết cùng Trịnh Sinh, Nhà xuất bản Hà Nội, 2011
8. Diễn biến kiến trúc truyền thống Việt vùng châu thổ sông Hồng, Nhà xuất bản Văn hóa - Thông tin, 2012
9. Con đường tiếp cận lịch sử Lưu trữ ngày 9 tháng 8 năm 2016 tại Wayback Machine, Nhà xuất bản Văn hóa - Thông tin, 2013
10. Đình làng Việt (châu thổ Bắc Bộ), Nhà xuất bản Thế giới, 2014

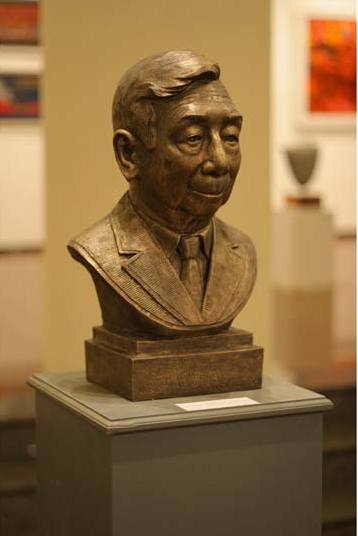
Tượng PGS.TS. Trần Lâm Biền tại phòng trưng bày của trường Đại học Mỹ thuật Việt Nam của Trần Đình Bảo